# Robert Prytz
Pour les articles homonymes, voir Prytz.
Robert Prytz, né le 12 janvier 1960 à Malmö (Suède), est un footballeur suédois, qui évoluait au poste de milieu de terrain à Malmö FF et en équipe de Suède.
Prytz a marqué treize buts lors de ses cinquante-six sélections avec l'équipe de Suède entre 1980 et 1989. 

## Carrière
- 1977-1982 : Malmö FF
- 1982-1985 : Rangers
- 1985-1986 : IFK Göteborg
- 1986-1987 : Young Boys Berne
- 1987-1988 : Bayer Uerdingen
- 1988-1989 : Atalanta Bergame
- 1989-1993 : Hellas Vérone
- 1993-1995 : Malmö FF
- 1995-1996 : Young Boys Berne
- 1996-1997 : Kilmarnock
- 1997-1998 : Dumbarton
- 1997-1998 : Cowdenbeath
- 1997-1998 : East Fife
- 1998-2000 : Pollok FC
- 2000-2001 : Hamilton Academical

## Palmarès

### En équipe nationale
- 56 sélections et 13 buts avec l'équipe de Suède entre 1980 et 1989.

### Avec Malmö FF
- Finaliste de la Coupe des clubs champions en 1979.
- Vainqueur du Championnat de Suède de football en 1977.
- Vainqueur de la Coupe de Suède de football en 1978 et 1980.

### Avec les Glasgow Rangers
- Vainqueur de la Coupe de la ligue écossaise de football en 1984 et 1985.

### Avec les Young Boys Berne
- Vainqueur de la Coupe de Suisse de football en 1987.
- Vainqueur de la Supercoupe de Suisse en 1986.

### Avec Kilmarnock
- Vainqueur de la Coupe d'Écosse de football en 1997.